# Alaimus mucronatus
Alaimus mucronatus är en rundmaskart. Alaimus mucronatus ingår i släktet Alaimus, och familjen Alaimidae. Arten är reproducerande i Sverige.